# Отец королевы
«Отец королевы» (пол. Ojciec królowej) — польский исторический фильм, комедия 1979 года.

## Сюжет
Фильм в жанре «плаща и шпаги» времен польского короля Яна III Собеского. Шевалье де Шарант получает задание привезти отца польской королевы Марысеньки, порочащего своим поведением доброе имя Франции.  Прибыв в Речь Посполитую герой переживает множество приключений...

## В ролях
- Игнацы Маховский — маркиз де Ла Гранж д’Аркьен, отец королевы,
- Анна Сенюк — королева Мария Казимира,
- Мариуш Дмоховский — король Ян III Собеский,
- Дорота Помыкала — Хелена Погожельская,
- Ян Энглерт — кавалер де Шарант,
- Людвик Бенуа — Людвик, человек министра де Кросси,
- Казимеж Брусикевич — Корыциньский,
- Эдмунд Феттинг — граф Зеровский, посол Австрии,
- Венчислав Глинский — де Витри, посол Франции,
- Эмиль Каревич — гетман Яблоновский,
- Януш Кубицкий — министр де Кросси,
- Густав Люткевич — конюший Матчиньский,
- Эдвард Рончковский — секретарь посла Франции,
- Тадеуш Грабовский — маршалок Сенявский,
- Рышард Котыс — слуга Зеровского,
- Леон Немчик — барон фон унд цу Вальдцуг,
- Эва Серва — невеста,
- Богуш Билевский — шляхтич,
- Станислав Михальский — шляхтич,
- Тадеуш Сомоги,
- Теодор Гендера,
- Михал Лесняк и др.